# Pinkenburger Kreis

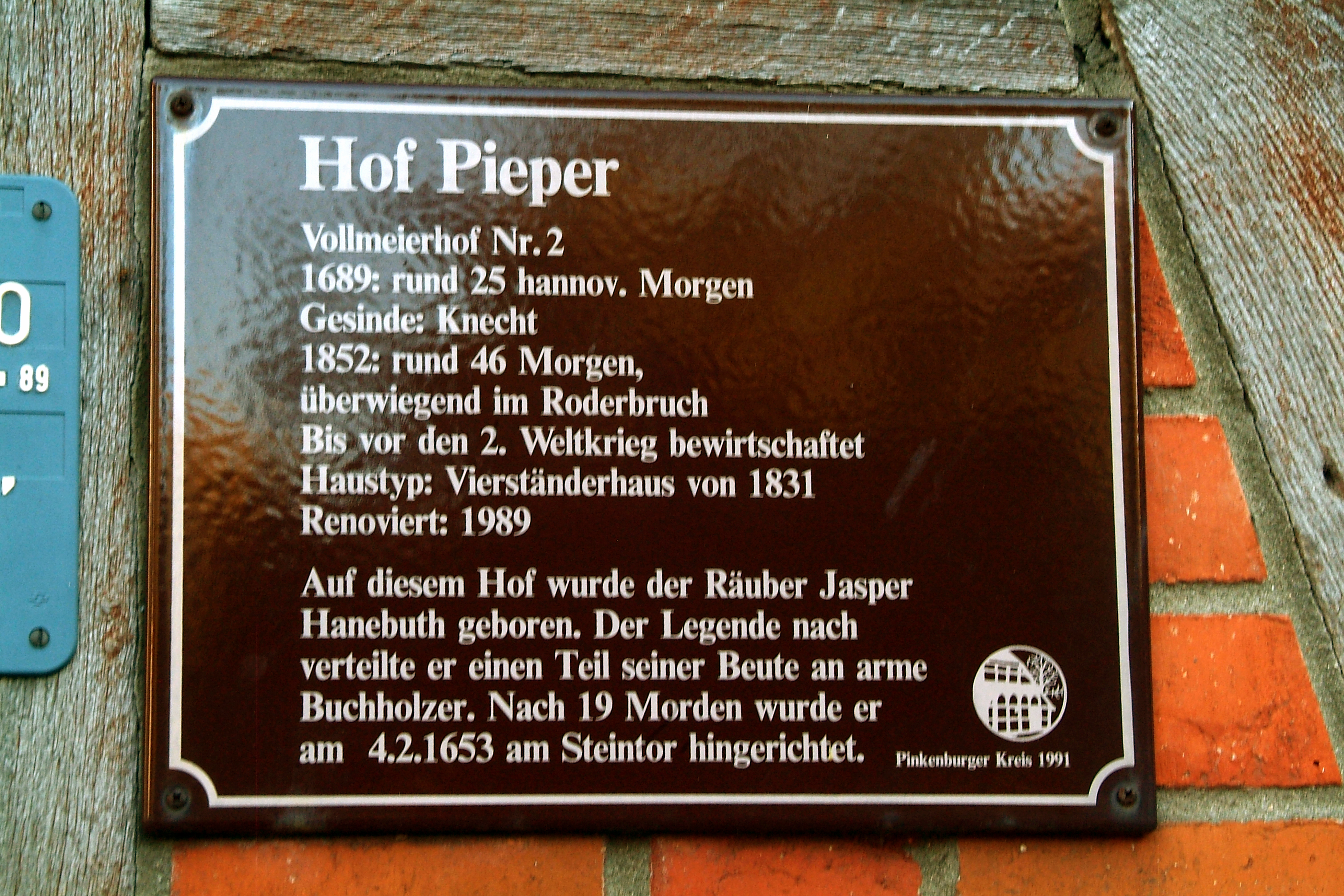
Infotafel am Hof Pieper, auf dem der Räuber Jasper Hanebuth geboren wurde

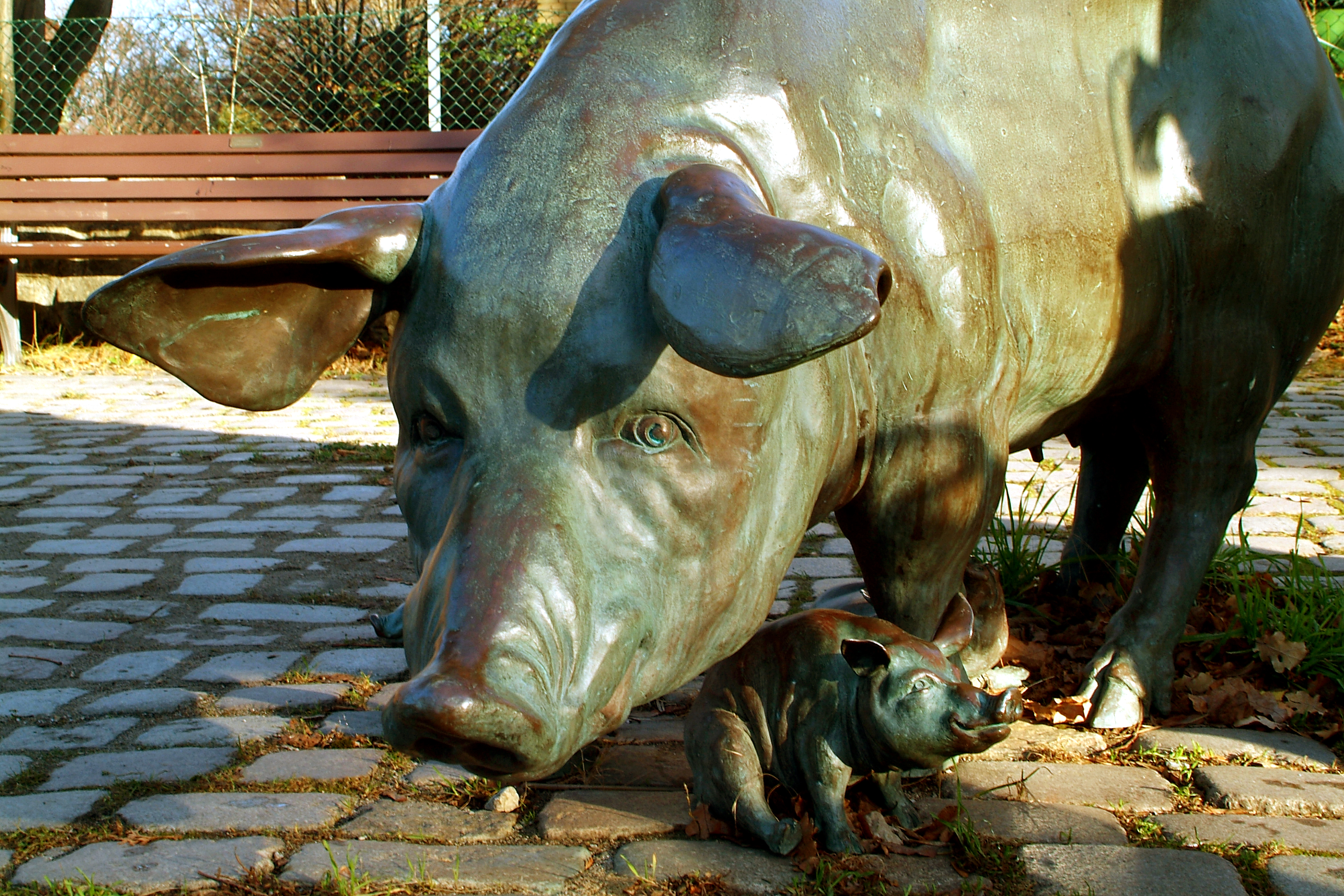
Sau mit Ferkel, Skulptur von Bernd Maro im ehemaligen Dorfkern

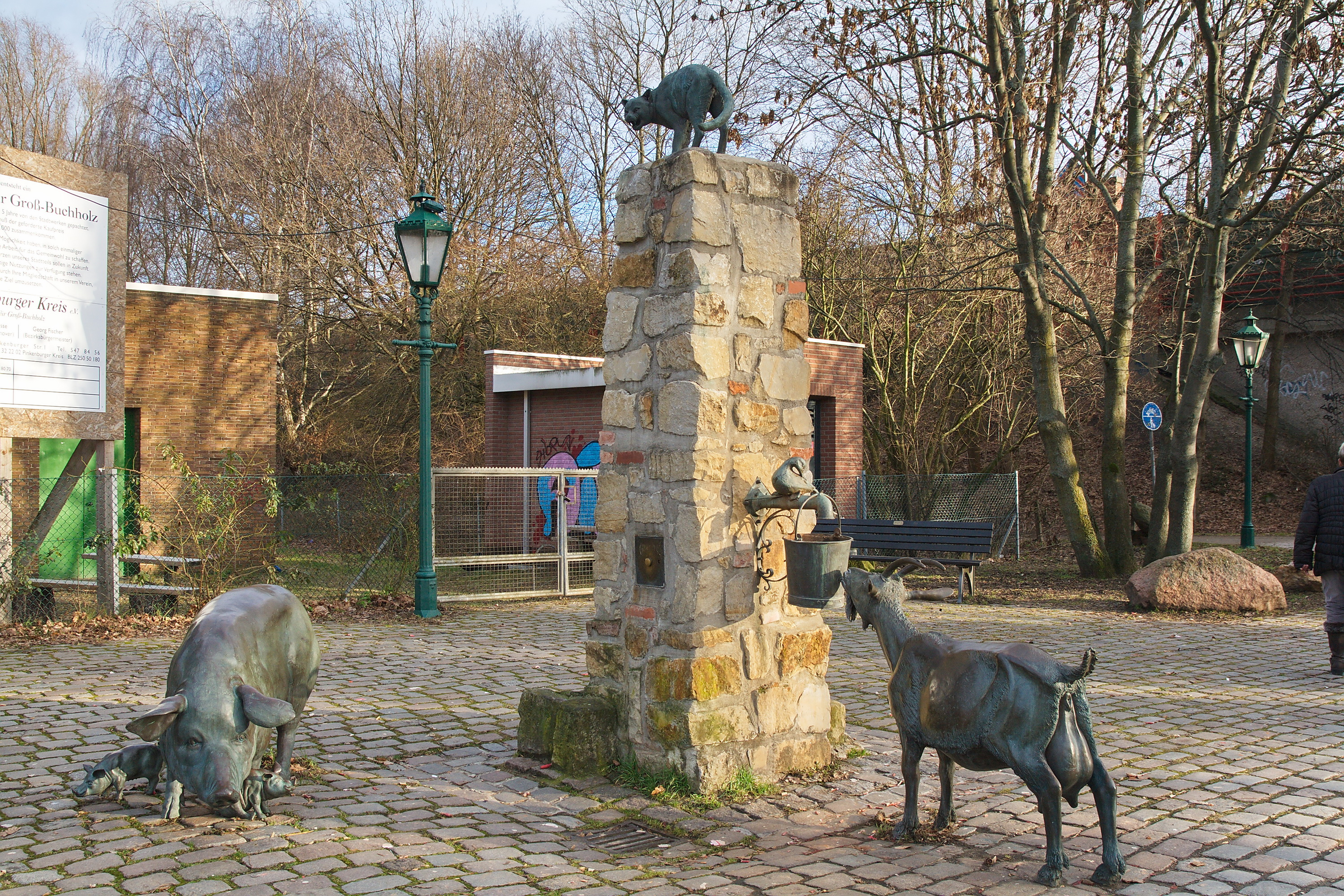
Der Dorfbrunnen in der Keimzelle des Dorfes, links das geplante Bürgerhaus vor dem Schiffgraben

Der Pinkenburger Kreis ist eine Ortsgruppe im Heimatbund Niedersachsen. Ziel der Vereinigung ist die Erhaltung und Sanierung historischer Bausubstanz im hannoverschen Stadtteil Groß-Buchholz. Darüber hinaus werden historisch-soziale Lebensumstände und Traditionen, insbesondere alter Anwohner, in dem Stadtteil erforscht und dokumentiert sowie geschichtliche Bilddokumente archiviert. Neben anderen Kooperationspartnern arbeitet der Pinkenburger Kreis mit dem Bürgerverein Kleefeld zusammen.

## Aktuelles

### Veranstaltungen
Der Pinkenburger Kreis führt Veranstaltungen, wie etwa den Groß-Buchholzer Weihnachtsmarkt, ein Osterfeuer, kulturelle Initiativen und Vortragsabende durch.

### Bürgerhaus Groß-Buchholz

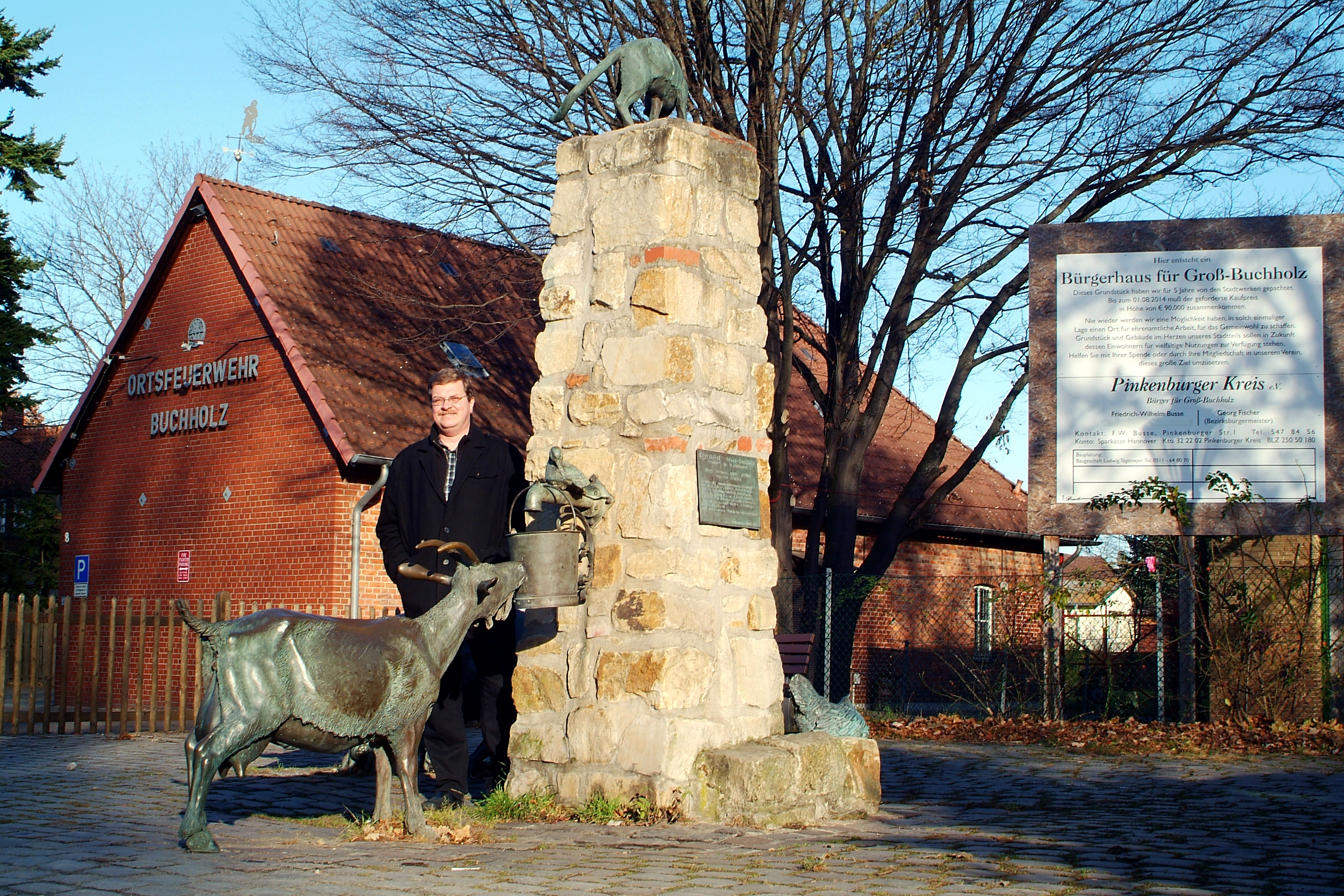
Infotafel zum Bürgerhaus Groß-Buchholz am Dorfbrunnen in der Pinkenburger Straße

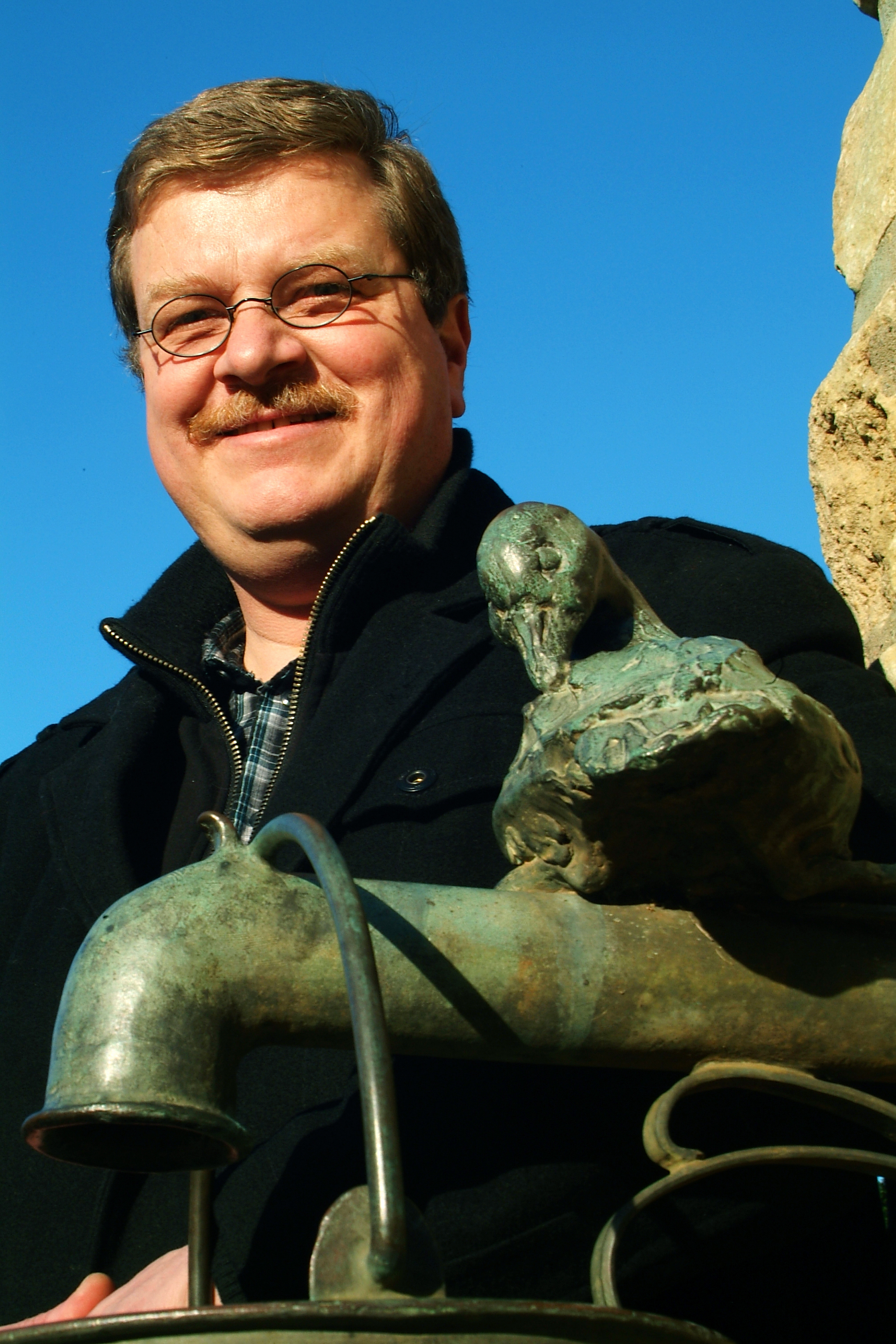
Friedrich-Wilhelm Busse, früherer Vorsitzender

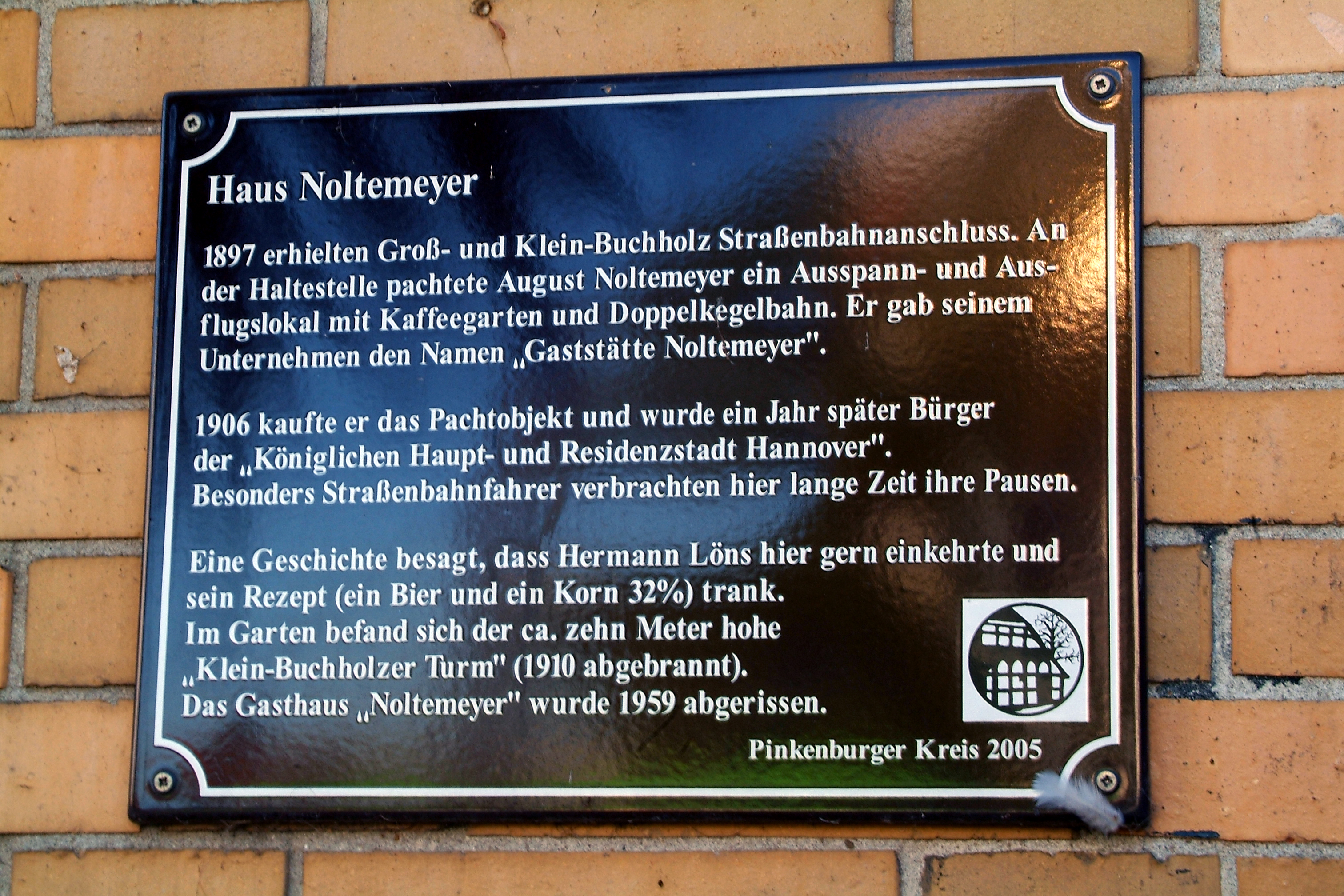
Infotafel Haus Noltemeyer, 2005 angebracht nahe der Noltemeyerbrücke (Mittellandkanal, Podbielskistraße)

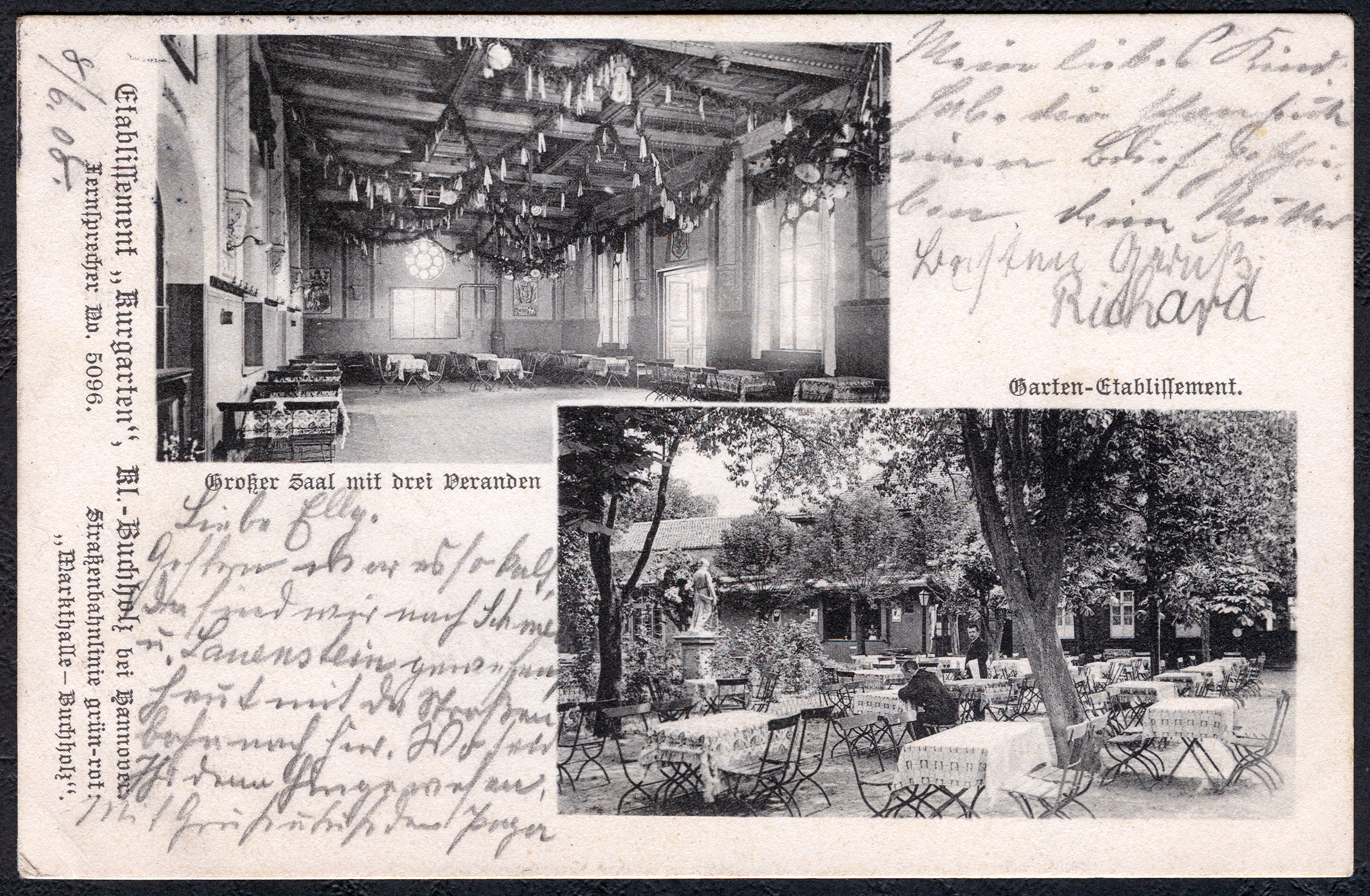
Etablissement Kurgarten in Klein-Buchholz;
Ansichtskarte von Karl Friedrich Wunder (um 1900) aus dem Archiv des Pinkenburger Kreises

Seit 2009 sammelt der Pinkenburger Kreis Geldmittel, um das ehemalige Trafohaus der Stadtwerke Hannover in der Pinkenburger Straße zu erwerben und zu einem von den Anwohnern gemeinschaftlich zu nutzenden Bürgerhaus umzufunktionieren. Das Gebäude soll kulturellen und sozialen Zwecken dienen sowie integrative und künstlerische Projekte für Senioren, Kinder und Jugendliche fördern. Inklusive der vom Stadtbezirksrat vorgelegten Fördermittel von 40.000 Euro will der Kreis bis Ende Juli 2014 insgesamt 90.000 Euro zur Verfügung haben, um mittels Vorkaufsrecht zunächst das Grundstück von circa 700 m² ankaufen zu können.

## Geschichte

### Die Anfänge
Der Pinkenburger Kreis wurde 1985 durch den heutigen Vorsitzenden Friedrich-Wilhelm Busse gemeinsam mit Carl Heißmeyer und Peter-Alwin Pinnen gegründet. Die Namensgebung erfolgte nach der historischen Keimzelle von Groß-Buchholz, der Pinkenburg, eine ehemalige Warte der Hannoverschen Landwehr. 1986 fand eine erste Bilder-Ausstellung in der Buchholzer Windmühle statt. Anlässlich der 650-jährigen Dorfgeschichte wurde im Kapellenbrink 1987 ein erstes Stadtteilfest organisiert, ein Jahr darauf erstmals der seitdem alljährlich stattfindende Weihnachtsmarkt. Mit dem Ostereiersuchen am Schiffgraben und der Neubelebung des Osterfeuers führte die Vereinigung weitere Traditionen wieder ein. Seit 1988 wurden verschiedenste Initiativen zur Erhaltung und zur Umnutzung zahlreicher historischer Gebäude und Örtlichkeiten im Stadtteil ergriffen. Schlachtefesten und dem 1993 erstmals ausgerichtetem Buchholzer Treffen mit Baumpflanzungen folgte der 1995 organisierte Buchholzer Ball, an dem zahlreiche Vereine teilnahmen Ehrengast war „Seine Königliche Hoheit Prinz Heinrich von Hannover“, da traditionell „eine besondere Beziehung zwischen Groß-Buchholz und dem Welfenhaus besteht“. 2005 wurde ein „Mahnmal für Kriegsopfer“ am Osterfelddamm gestaltet; hierzu gab der Kreis ein Büchlein mit Erinnerungen und Geschichten von Elisabeth Klein heraus.

### Sanierungen und Umgestaltungen
Bis 2011 wurden an mehr als 25 historischen Gebäuden Infotafeln des Pinkenburger Kreises angebracht, mit dem dieser über Baujahr, Nutzungsart und Geschichte der Bauten informiert.
Die Stadt Hannover wurde vom Pinkenburger Kreis zu einem behutsamen Umgang mit dem Ortsbild bewegt, gerade auch bei Neubauten. So wurde anstelle einer geplanten Neuasphaltierung der Pinkenburger Straße ein Ausbau mit Naturstein-Belag sowie Backstein statt Beton für die Fußwege erreicht. Insgesamt orientieren sich Neubauten rund um das ehemalige Dorf so „verstärkt an Gestaltungselementen wie Backstein- oder Fachwerkfassaden, Krüppelwalmdach, rote Dachziegel, unterteile Fenster und versetzte Bauweise.“
In der Pinkenburger Straße wurden Straßenlaternen aus historischen Formen aufgestellt.
Besondere Erfolge erzielte der Pinkenburger Kreis
- 1988:
  - Erwerb, Sanierung und Umnutzung des rund 400 Jahre alten Giesecke-Hofes durch ein Mitglied des Kreises;[3], sowie
  - Restaurierung des Gebäudes „Ebelings Tenne“ aus Raseneisenstein am Groß-Buchholzer Kirchweg.[3]
- Bei der Instandsetzung der Giebelseiten des Zweiständerhauses Köritzhof von 1619 wurden einige Mitglieder des Pinkenburger Kreises  praktisch tätig.[3]
- 1998 sorgte der Pinkenburger Kreis für die Installation des Dorfbrunnens,[5] den der Bildhauer Bernd Maro 1997 geschaffen hatte.[6]